# Senecioaldehyd
Senecioaldehyd (3-Methylcrotonaldehyd) ist eine organische Verbindung mit der Summenformel C5H8O aus der Gruppe der Aldehyde mit einer zusätzlichen C=C-Doppelbindung, genauer der Alkenale. Es zählt ferner zu den α,β-ungesättigten Carbonylverbindungen.
Die Darstellung erfolgt aus Isoprenol durch Luftoxidation an einem Silberkatalysator.